# Jürgen-Peter Schindler
Jürgen-Peter Schindler (* 25. März 1937 in Berlin; † 17. August 1997 in Sulzbach-Rosenberg) war ein deutscher Kirchenmusiker, Organist und Musikwissenschaftler.

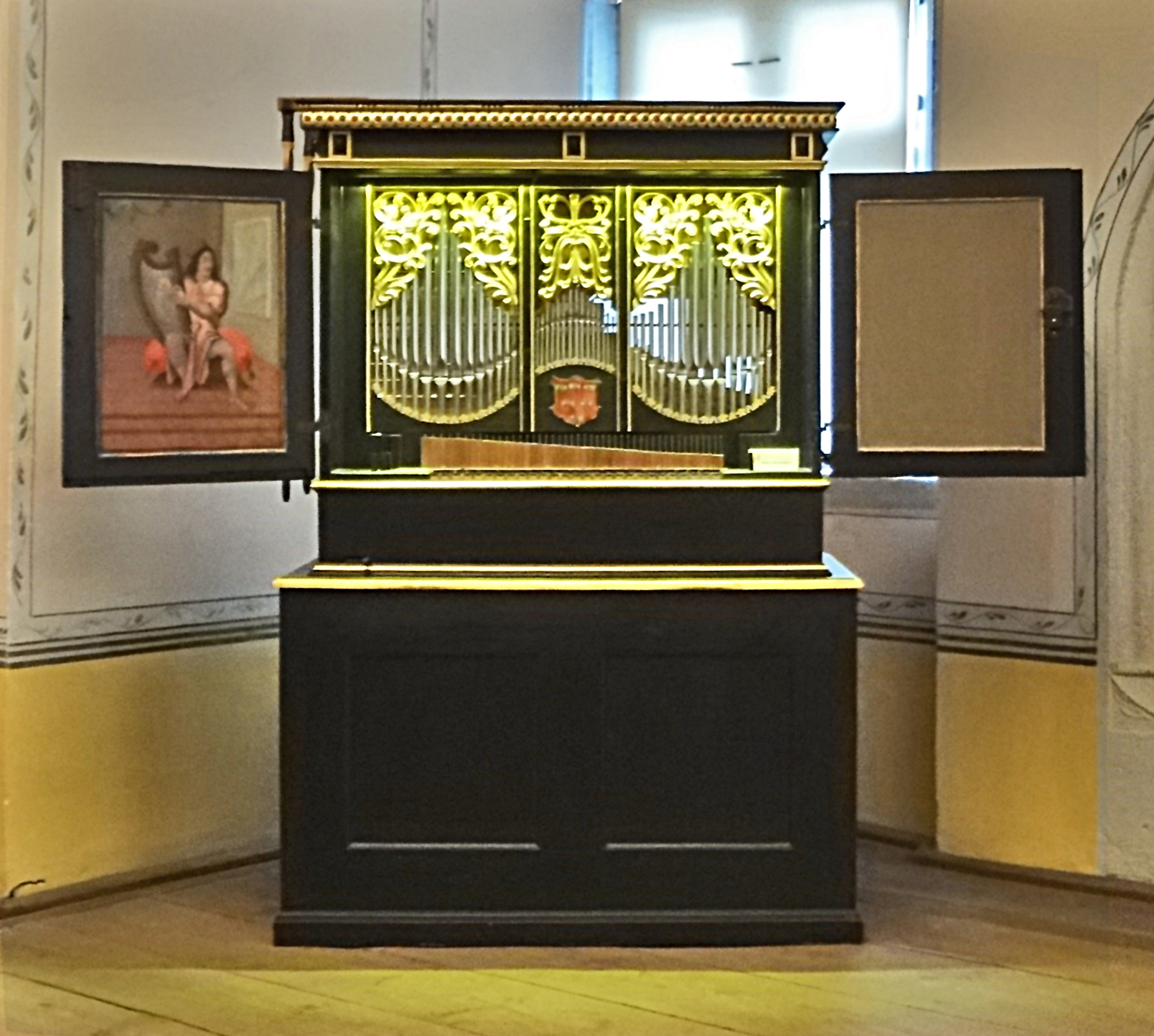
Restaurierte Manderscheidt-Orgel

Schindler wirkte von 1964 bis 1997 als Kantor und Kirchenmusikdirektor an der Christuskirche in Sulzbach-Rosenberg. Seine Forschungen zur Musikgeschichte hatten ihre Schwerpunkte im Orgelbau und in der Erschließung und Einspielung insbesondere der Musik Christoph Stoltzenbergs. Schindler war ein weithin anerkannter Orgelsachverständiger und konzipierte gemeinsam mit den beiden Ostheimer Orgelbaumeistern Horst und Günter Hoffmann das 1993 gegründete Orgelbaumuseum Ostheim vor der Rhön.

## Publikationen
- Stoltzenberg, Christoph, Willkommen, teures Gnadenlicht. (Kantate). Hänssler 1979
- Stoltzenberg, Christoph, Wie lieblich sind deine Wohnungen. (Kantate). Hänssler 1982

- Die Orgel in der St. Johannis-Kirche in Lauf an der Pegnitz. Evang.-Luth. Kirchengemeinde Lauf a.d. Pegnitz 1990
- Der Nürnberger Orgelbau des 17. Jahrhunderts. Michaelstein/Blankenburg 1991
- Die Nürnberger Stadtorgelmacher und ihre Instrumente. Germanisches Nationalmuseum Nürnberg 1995

## Diskografie
- Christoph Stoltzenberg, Kantatenwerk II. 2 LPs, Topographia Musica LM/M 1013/14, 1979
- Klingendes Barock, Jürgen-Peter Schindler an der historischen Hößler-Orgel (1743) der Spitalkirche Sulzbach-Rosenberg. LP, Topographia Musica TM 06, 1984
- 500 Jahre Sulzbacher Kirchenmusik, Weihnachtsmusik des 15. bis 19. Jahrhunderts (Meyer, Raselius, Kindermann, Wecker, Stoltzenberg, Elsperger, Bühling). Tonstudio Harald Braun (Lauf) HB 30600, 1993